# ジョゼ・デ・ソウザ・テイシェイラ
ジョゼ・テイシェイラこと、ジョゼ・デ・ソウザ・テイシェイラ（José de Souza Teixeira、1935年9月25日 - 2018年4月13日）は、ブラジル出身のサッカー指導者。

## 来歴
1965年からSCコリンチャンス・パウリスタでフィジカルコーチを務め、暫定監督としても数試合で指揮を執った。1977年には同クラブにとって23年ぶりとなるサンパウロ州選手権優勝に貢献。翌1978年には正式に監督へ昇格し、100試合超に渡ってチームを率いた。この頃、留学中のホルヘ・ルイス・ピントと知己を得ている。
その後コロンビア、サウジアラビア、UAE、ペルーと各国のクラブを渡り歩き、1987年にはパウロ・ヌーネス、ベンチーニョ、アシス、ソニー・アンデルソンらU-16ブラジル代表を率いてU-16世界選手権（現在のFIFA U-17ワールドカップ）に臨むも、攻撃陣の不発によってグループリーグ敗退に終わった。
1988年にはイトゥアーノFC監督に就任し、1989年のサンパウロ州選手権2部で優勝。1992年にはイトゥアーノで行動を共にしたアンジェロとアマラオを伴って訪日し、東京ガスサッカー部（後のFC東京）アドバイザーに就いた。
2005年、コリンチャンスの22年に渡る無冠時代を記した「A história de um tabu que durou 22 anos」を上梓。2010年には自身のサッカー歴を振り返る「50 Anos por Dentro do Futebol」を発刊。
2018年4月13日死去。享年82歳。

## 指導歴
- 1959年 -  サンパウロFC
- 1964年 -  バレットスEC（ポルトガル語版）
- 1965年 -  SCコリンチャンス・パウリスタ
- 1971年 -  ECノロエスチ
- 1972年 -  ECバイーア
- 1973年 - 1979年  SCコリンチャンス・パウリスタ (1977年から監督)
  - 1974年 -  U-19ブラジル代表 : 南米ユース選手権 (1974) 優勝
  - 1979年 -  ブラジル代表 コーチ
- 1980年 - 1981年  ミジョナリオスFC
- 1982年 - 1983年  アル・ナスル
- 1984年 - 1986年  アル・シャバーブ・アル・アラビークラブ
- 1986年  ウニベルシタリオ・デポルテス
- 1987年  U-16ブラジル代表 : 1987 FIFA U-16世界選手権 GL敗退
- 1988年 - 1990年  イトゥアーノFC
- 1990年  インテル・デ・リメイラ
- 1991年  ECタウバテ
- 1992年  東京ガスサッカー部 (アドバイザー)
- 1993年  コリチーバFC
- 1994年 - 1996年  GEノヴォリゾンチーノ
- 1996年  サントスFC
- 1997年 - 1998年  SCコリンチャンス・パウリスタ (ディレクター)
- 1999年 - 2000年  サンパウロサッカー協会 委員
- 2000年 - 2002年  サンパウロFC
- 2006年  ブラジル女子代表 : 2006 ピースクイーンカップ GL敗退[12]